# Kurt Engel
Kurt Engel (ur. 14 stycznia 1909, zm. 22 stycznia 1942 w Nowym Jorku) – austriacki pianista, laureat X nagrody na II Międzynarodowym Konkursie Pianistycznym im. Fryderyka Chopina (1932).

## Życiorys
Brak jest na temat tego artysty bliższych danych biograficznych. W 1932 wziął udział w II Konkursie Chopinowskim. Z jego udziału zachowały się recenzje Felicjana Szopskiego i Piotra Rytela. Engelowi przypadła w Konkursie X nagroda im. dr. Henryka Markiewicza.
2 stycznia 1937 Kurt Engel wystąpił na poranku symfonicznym Filharmonii Warszawskiej i wykonał Koncert a-moll Roberta Schumanna.
Poza działalnością koncertową Engel zajmował się pracą pedagogiczną. W 1938 opuścił Austrię, zapewne w związku z zagrożeniem ze strony Niemiec, i znalazł schronienie w USA. Koncertował m.in. w nowojorskiej Carnegie Hall; tamże wystąpił po raz ostatni publicznie – w kwietniu 1941, wspierając fundusz pomocy dla armii brytyjskiej. Zmarł na atak serca 22 stycznia 1942 w Nowym Jorku.